# Marie Hjelmer
Marie Hjelmer, född 1869, död 1937, var en dansk politiker och kvinnorättsaktivist.
Hon blev 1907 en av grundarna av Landsforbundet for Kvinders Valgret (LKV). Hon blev 1918 en av de första fem kvinnorna i den danska riksdagen. Hon blev 1922 medlem i och var 1931–1936 ordförande i Dansk Kvindesamfund.